# Hipericacee
Hipericaceele (Hypericaceae), sin. gutifere (Guttiferae), este o familie de plante superioare angiosperme dicotiledonate din ordinul Malpighiales, care cuprinde circa 900 de specii răspândite în zonele calde și temperate (cele ierbacee) ale globului. Flora României posedă 12 specii ce aparțin genului Hypericum.

## Descrierea
Cele mai multe sunt plante lemnoase - tufe sau arbori (în regiunile tropicale), rar erbacee (cele din România). Au frunzele opuse, rar alterne, simple, nestipelate.
Florile sunt actinomorfe, hermafrodite (bisexuate), cu structură variată. Sepale 5 sau 4, imbricate. Petale în același număr, inferioare (hipoginice), deseori în grupe de 3 sau 5, dispuse în dihazii terminale la care se adaugă de obicei dihazii laterale, constituind astfel inflorescențe de diferite forme. Androceul cu stamine numeroase reunite în 3-5 fascicule (androceu triadelf sau pentadelf). Gineceul este 3-5 carpelar cu 1 ovar superior, 1-5 locular, cu tot atâtea stile. Ovule multe, pe două rânduri în fiecare lojă, anatrope. Formulă florală: ⚥ ✴ K5-4 C5-4 Aα G(5-3) sau (15-1).
Fructul este de regulă o capsulă septicidă. Semințele sunt de obicei drepte, cilindrice, fără endosperm. Sunt plante bogate în materii rășinoase  și  uleioase (uleiuri eterice).
Dintre speciile mai importante amintim: Hypericum perforatum (pojarniță, sunătoare) și Hypericum tetrapterum (sovârvariță).

## Genuri
- Cratoxylum Blume
- Eliea  Cambess.
- Harungana  Lamarck
- Hypericum  L.
- Lianthus  N. Robson
- Santomasia  N. Robson
- Thornea  Breedlove & McClintock
- Triadenum  Rafinesque
- Vismia Vand.

## Specii din România
Flora României conține 12 specii ce aparțin ce aparțin genului Hypericum: 
- Hypericum calycinum - Pojarniță calicină
- Hypericum elegans - Floare de friguri, Pojarniță elegantă
- Hypericum hirsutum - Sunătoare păroasă, Pojarniță hirsută
- Hypericum humifusum - Sunătoare târâtoare, Pojarniță târâtoare
- Hypericum maculatum - Lujerică
- Hypericum montanum - Sunătoare de munte,  Pojarniță de munte
- Hypericum perforatum – Pojarniță, Sunătoare, Pojarniță perforată
- Hypericum richeri (subsp. Hypericum transsilvanicum, subsp. Hypericum alpigenum) - Pojarniță richeri
- Hypericum rochelii - Pojarniță rocheli
- Hypericum rumeliacum (sin. Hypericum rumelicum) – Pojarniță rumeliană
- Hypericum tetrapterum (sin. Hypericum acutum) – Șovârvariță
- Hypericum umbellatum - Pojarniță umbelată

## Specii din Republica Moldova
Flora Republicii Moldova conține 5 specii ce aparțin ce aparțin genului Hypericum:    
- Hypericum elegans – Pojarniță elegantă
- Hypericum hirsutum – Pojarniță hirsută
- Hypericum montanum – Pojarniță de munte
- Hypericum perforatum – Pojarniță, Pojarniță perforată, Sunătoare
- Hypericum tetrapterum – Șovârvariță, Pojarniță tetrapteră